# Sàlih ibn Alí
Sàlih ibn Alí ibn Abd-Al·lah ibn al-Abbàs (? - Síria, 769) fou un membre de la família abbàssida abans que aquesta pugés al poder.
Va tenir part destacada en l'èxit de la revolució abbàssida a Síria, tot ajudant el seu germà Abd-Al·lah en la conquesta de Damasc i perseguint el darrer califa omeia Marwan II. El 9 d'agost del 750 fou nomenat governador d'Egipte, establint a la província el domini abbàssida. El 4 de març del 751 va ser traslladat a Palestina ocupant el seu lloc Abu-Awn Abd-al-Màlik ibn Yazid (751-753); aquest mateix any va fer una expedició contra territori romà d'Orient; després tornà a ser governador d'Egipte del 8 d'octubre del 753 al 21 de febrer del 755.
El 754 va refusar donar suport a la revolta del seu germà Abd-Al·lah ibn Alí. Acabat el seu govern el 755, la resta de la seva carrera la va passar a Palestina i Síria i a la frontera amb l'Imperi Romà d'Orient. Va reconstruir al-Massisa, Maraix i Malatya (Melitene). Va morir a Síria el 769. Els seus fills Fadl ibn Sàlih i Abd-al-Màlik ibn Salih van conservar el poder a la província de Síria fins a la mort d'Harun ar-Raixid al començament del segle ix.